# Парламентские выборы в Черногории (1914)
Парламентские выборы в Черногории 1914 года — очередные парламентские выборы в Черногории, которые были проведены 11 января 1914 года. Народная партия Черногории с партией «Платформа Союза с Сербией» одержала победу. Истинная Народная Партия получила лишь 4 места. В итоге блок во главе с Народной Партией сформировал парламентское большинство в союзе с партией «Союз Сербской Молодежи» и группой Миушковица (члены Истинной Народной партией, которые перешли в Народную Партию) и занял в парламенте 44 места.

## Результаты
| Party                    | Места   | Места     | Места |
| Party                    | Избраны | Назначены | Всего |
| ------------------------ | ------- | --------- | ----- |
| Народная Партия          | 25      | 0         | 25    |
| Группа Миушковица        | 17      | 0         | 17    |
| Истинная Народная Партия | 4       | 2         | 6     |
| Союз Сербской Молодежи   | 2       | 0         | 2     |
| Непартийные              | 0       | 12        | 12    |
| Итого                    | 48      | 14        | 62    |